# Село при Водицах
Село при Водицах (словен. Selo pri Vodicah) је насељено место у општини Водице, Средњесловенска регија, Словенија.

## Историја
До територијалне реорганизације у Словенији било је у саставу града Љубљане, односно старе општине Шишка.

## Становништво
У попису становништва из 2011. године, Село при Водицах је имало 266 становника.
| Број становника према пописима | Број становника према пописима | Број становника према пописима |
| ------------------------------ | ------------------------------ | ------------------------------ |
| 1991                           | 2002                           | 2011                           |
| 227                            | 220                            | 266                            |

Напомена: До 1953. исказивано под именом Село. Године 1953. повећано за насеље Голо које је укинуто. У 2008. години извршена је мања размена територија између насеља Село при Водицех и Весца.